# 小林竜雄 (脚本家)
小林 竜雄（こばやし たつお、1952年 - ）は、日本の脚本家・評論家。

## 来歴
東京都生まれ。別名・小林竜夫。東京都立北園高等学校を経て早稲田大学に入学、卒業。1978年、脚本「もっとしなやかに、もっとしたたかに」で城戸賞に準入賞。翌年、藤田敏八によって映画化され、以後、脚本、評論を手がける。

## 著書
- 『オトコの居場所』青春出版社、1994
- 『向田邦子の全ドラマ 謎をめぐる12章』徳間書店、1996 「向田邦子ワールドの進化 没後20年を迎え、今初めて明かされるドラマと小説の謎」小学館文庫
- 『向田邦子最後の炎』読売新聞社、1998 のち中公文庫
- 『司馬遼太郎考 モラル的緊張へ』中央公論新社、2002 「司馬遼太郎が書いたこと、書けなかったこと」小学館文庫
- 『向田邦子恋のすべて』中央公論新社、2003 のち文庫
- 『韓流、純愛、初恋病。 喪失感を抱いて生きること』中央公論新社、2005
- 『久世光彦vs.向田邦子』 2009 朝日新書
- 『向田邦子名作読本』2011 中公文庫

## 脚本作品

### 映画
1978年
- 「新・人間失格」（吉留紘平監督、大森博主演、ATG）

1979年
- 「もっとしなやかに もっとしたたかに」（藤田敏八監督、奥田瑛二主演、にっかつ）
- 「ホワイト・ラブ」（小谷承靖監督、山口百恵主演、ホリ企画制作）
- 「もう頬づえはつかない」（東陽一監督、桃井かおり主演、ATG）
- 「天使を誘惑」（藤田敏八監督、山口百恵主演、ホリ企画制作）

1980年
- 「マイロード」（キクオ・カワサキ監督、武田鉄矢主演、ダコタ・ラインズ・フィルム）

1981年
- 「モーニング・ムーンは粗雑に」（渡辺正憲監督、高樹澪主演、アミューズ・シネマシティ）

1982年
- 「ロングラン」（吉田ルイ子監督、青木邦夫、キクオ・カワサキ共同脚本　サンリオフィルム）

1985年
- 「カリブ・愛のシンフォニー」（鈴木則文監督、志村正浩、鈴木則文共同脚本、松田聖子主演、東宝）

### テレビドラマ
- 「アイコ16歳」（1982年、TBS）
- 「噂になった女たち」 第3回「ああ結婚」（1982年、NHK）
- 「ストレイシープ」(1983年、TBS)
- 「胸さわぐ苺たち」（1983年、TBS）
- 「アイコ17歳」（1984年、TBS）
- 「週末だけの恋人」（1984年、TBS）
- 「このままじゃ、ボクの将来知れたもの」（1986年、日本テレビ）
- 「いまさら、初恋」(1989年、TBS)
- 「世にも奇妙な物語」（フジテレビ）
  - 「おじいちゃんの恋文」（1990年）
  - 「石田部長代理の災難」（1991年）
  - 「箱の中」（1992年）
- 「七人の女弁護士」第2シリーズ第4話（1991年、テレビ朝日）
- 「悪いこと」 第2回「盗む女」（1992年、フジテレビ）
- 「オトコの居場所」（1994年、TBS）
- 「江戸ッ子探偵殺人案内 東おとこに京おんな殺人事件」（1999年、テレビ朝日）

## 参考
- 紀伊國屋書店Bookweb